# Trollhättans socken
Trollhättans socken i Västergötland ingick i Väne härad, ombildades 1916 till Trollhättans stad och området utgör sedan 1971 en del av Trollhättans kommun, från 2016 inom Trollhättans, Lextorps och Götalundens distrikt.
Socknens areal var 1882 8,8 kvadratkilometer varav 8,2 land. År 1882 fanns här 3 891 invånare. Tätorten Trollhättan med sockenkyrkan Trollhättans kyrka låg i socknen.   

## Administrativ historik
Socknen bildades 15 maj 1860 genom en utbrytning ur Gärdhems socken.
Vid kommunreformen 1862 övergick socknens ansvar för de kyrkliga frågorna till Trollhättans församling och för de borgerliga frågorna bildades Trollhättans landskommun. Landskommunen ombildades 1916 i Trollhättans stad som 1971 ombildades till Trollhättans kommun. Till församlingen tillfördes 1916 och 1920 områden från Gärdhems församling och 1945 tillfördes ett område på 45 kvadratkilometer från den då upplösta Vassända-Naglums församling. 1989 utbröts ur församlingen Lextorps församling och Götalundens församling.
1 januari 2016 inrättades distrikten Trollhättan, Lextorp och Götalunden, med samma omfattning som motsvarande församlingar hade 1999/2000 och fick 1989, och vari detta sockenområde ingår.  
Socknen har tillhört län, fögderier, tingslag och domsagor enligt vad som beskrivs i artikeln Väne härad. De indelta soldaterna tillhörde Västgöta-Dals regemente, Väne kompani.

## Geografi
Trollhättans socken återfanns huvudsakligen öster om Göta älv vid Trollhättefallen. Socknen hade odlingsbygd i nordost men är i övrigt en kuperad skogsbygd med höjder som i väster når 109 meter över havet.

## Namnet
Namnet skrevs  1413 Trålhätte och kommer från en kvarnplats. Namnet innehåller troll och hätta syftande på det största av Trollhättefallen.